# District de Xinhua (Pingdingshan)
Pour les articles homonymes, voir Xinhua (homonymie).
Le district de Xinhua (新华区 ; pinyin : Xīnhuá Qū) est une subdivision administrative de la province du Henan en Chine. Il est placé sous la juridiction de la ville-préfecture de Pingdingshan.